# Pardosa turkestanica
Pardosa turkestanica este o specie de păianjeni din genul Pardosa, familia Lycosidae. A fost descrisă pentru prima dată de Roewer, 1951. Conform Catalogue of Life specia Pardosa turkestanica nu are subspecii cunoscute.